# 연흥초등학교
연흥초등학교는 대한민국 세종특별자치시 연동면 응암2길 14 (응암리)에 있었던 초등학교이다.

## 연혁
- 1946년 9월 1일 연동국민학교 연흥분교장 개교
- 1949년 9월 1일 연흥국민학교로 개교
- 1985년 3월 11일 병설유치원 개원
- 1996년 3월 1일 연흥초등학교로 개칭
- 1999년 3월 1일 연동초등학교로 통폐합